# Nguyễn Phục
Đông Hải Đại Vương (chữ Hán: 東海大王) hay Nguyễn Phục (阮復) hay còn gọi Phục Công (復公) hiệu là Tùng Giang tiên sinh (松江先生) là một vị quan thời Lê sơ trong lịch sử Việt Nam.

## Thân thế và sự nghiệp
Ông quê Thôn Đông, xã Đoàn Tùng (sau đổi là Đoàn Lâm), huyện Trường Tân, phủ Hạ Hồng, trấn Hải Dương (nay là Thanh Tùng, huyện Thanh Miện, tỉnh Hải Dương),
Đời vua Lê Nhân Tông, niên hiệu Thái Hòa 11 (năm 1453), ông thi đậu Đệ nhị giáp tiến sĩ xuất thân (Hoàng Giáp) khoa Quý Dậu, năm 20 tuổi, được vua phong chức quan Hàn lâm kiêm Vương phó (thầy dạy học cho các vương tử). Vốn thông minh, tài đối đáp, ông được vua Lê Thánh Tông giao cho ba lần đi sứ nhà Minh.
Khi làm quan ông dốc lòng vì công việc, dù ở cương vị Đô lý tự khanh tra xét các vụ kiện, Vương phó, tham nghị binh chính hay Quan ty cẩm y vệ, cũng hoàn thành tốt nhiệm vụ được giao, được các quan trong triều kính trọng, nể phục.
Khi vua Lê Thánh Tông đem quân đi đánh Chiêm Thành, Nguyễn Phục giữ chức Đô Chỉ Huy Sứ đốc vận chuyển quân nhu. Khi xuất phát đi tiếp tế quân lương gặp bão lớn, ông quyết định chờ tan bão mới đi, thuyền quân lương bị chậm vài ngày. Ông bị xử tội chém vì trái quân lệnh. Sau vua biết ông chết oan, truy phong làm Phúc Thần.

## Sự tích và thờ phụng
"trích Ô Châu Cận Lục" :
Đền Tùng Giang ở cửa biển Tư Khách (nay thuộc huyện Phú Vang - Huế), huyện Tư Vinh (hay Tư Vang nay thuộc huyện Phú Vang - Huế) (Lại còn một đền nữa ở cửa biển Đà Nẵng thuộc Quảng Nam).
Thần họ Nguyễn, tên là Phục người xã Đoàn Tùng, huyện Gia Phúc (xưa là xã Đoàn Lâm, huyện Trường Tân, nay là xã Thanh Tùng, huyện Thanh Miện, tỉnh Hải Dương), đỗ tiến sĩ khoa Quý Dậu (tức năm Thái Hòa 11, đỗ Hoàng Giáp). trải được phong làm Chuyển Vận Sứ và Hành Khiển ở đạo Thanh Hoa (Thanh Hóa). Khi Lê Thánh Tông còn là tiềm long (chưa lên ngôi), ông là Vương Phó (thầy dạy của Hoàng đế), đến lúc (Lê Thánh Tông) tức vị, ông được làm Hàn Lâm Viện Tham Chưởng. Ông ba lần phụng mệnh đi sứ phương bắc, về được phong làm Đại Lý Tự Khanh trông coi việc xét xử án kiện trong nước, rồi lại làm Hữu Tham Nghị tại viện Tri Bình Chính và giữ chức Đô Chỉ Huy Sứ Thiêm Sự của Cẩm Y Vệ thuộc Thân Quân (quân trực bảo vệ vua).
Hoàng đế đi đánh Chiêm Thành (trận đánh năm 1470-1471), ông phụng mệnh làm Phi Vận Tướng Quân, Tán Lí của đội Chuyển Luân. Lúc tới cửa biển Tư Khách, gió biển lớn khiến cho đường tiến quân rất gian nan. Mọi người sợ bị tội nên cứ thúc giục đi. Ông nói : "Thà tấm thân bé nhỏ này phải chịu tội chết chứ không thể nào để của cải nhà nông có hạn bị nhấn chìm dưới sóng lớn, không thể đem người vô tội làm mồi cho cá". Vì quân lương thiếu nên Hoàng Đế giận, sai tống giam ông. Cung Nhân hầu cận nhân đó gièm pha xin Hoàng Đế giết ông đi. Khi Hoàng Đế chợt nghĩ lại, bèn tuyên chỉ tha tội cho ông thì ông đã mất rồi. Nhân dân trong xứ thấy hồn thiêng ông rất linh ứng, liền lập đền thờ tự. Khoảng năm Cảnh Thống (Lê Hiến Tông 1497-1504), tặng hàm Văn Trung Chính Nghị. Hoàng Đế gia phong thêm bốn chữ Minh Đạo Hiển Ứng.
Con trai ông là Nguyễn Đạm, đỗ Tiến sĩ vào năm Giáp Tuất niên hiệu Hồng Thuận, từng làm quan tới các chức như Hiến Sát Sứ đạo Thuận Hóa và Thừa Tuyên Sứ. Tiên Sinh một lòng trung trinh và Chính Khí, tuy là mất mà vẫn như đang còn vậy. Khí mới mất, con của Tiên Sinh lên am (nhà tạm dựng cạnh mộ) tìm hài cốt đem về. Bỗng có 1 đàn voi rừng đông cả trăm con, trước sau cùng đi như hộ tống nên ai cũng thất sắc nhưng thấy chúng chẳng có ý hung dữ (nên mới an tâm) mà đi.
Lại có một người cùng quê, lúc nhỏ cùng du học (học xa nhà với tiến sinh) và đến khi trưởng thành thì làm huyện lại (làm quan ở huyện) tại bản xứ, đi qua đền, chỉ có một bình rượu nhỏ, khấn rằng: "Kẻ hèn này là người quen biết cũ, xin ông nhận cho chút lễ bạc".(Khấn xong) nhìn ra bờ sông thấy một con cá lư nổi lên, nhân đó bắt lấy để làm vật tế. Quan bản huyện người họ Phạm có viết bài văn bia ghi lại sự tích này.
Trong khoảng niên hiệu Cảnh Thống, có hai vị Đại Tướng phụng mệnh đi đánh Chiêm Thành, khi qua đền này thì nghỉ lại, đêm nằm mộng thấy Tiên Sinh tới ân cần kí thác việc (thi cử) của con. Vị Đại Tướng rút quân về kinh đô, thấm thoát mấy năm đã đến khoa thi, Đại Tướng được cử làm quan Đề Điệu. Quả nhiên (khoa ấy) con của Tiên Sinh thi đậu. Đại Tướng suy nghiệm các lẽ trước đó, bất giác thán phục, bèn triệu kiến người con của Tiên Sinh để nói rõ việc ấy và hậu đãi. Có những điều biết trước như vậy đấy. Người con này (của Tiên Sinh) làm quan ở Hóa Châu, chính tích không có gì đáng kể, Tiên Sinh thác mộng cho người thầy học của con mình, nói rằng: "Nên bảo con ta về nhà chứ ta không nỡ để con ta chết ở đây". Đầu mùa xuân năm sau (con của Tiên Sinh) về đến nhà thì mất.

Những chuyện linh dị khác rất nhiều, không thể nào ghi ra hết được.
Tương truyền, Nguyễn Phục còn là thủy tổ của nghề chăn tằm. Nhiều làng quê ven các con sông lớn: sông Đáy, sông Nhuệ của tỉnh Hà Tây cũ có nghề tằm tơ, canh cửi phát triển, cũng tôn vinh ông làm Thành hoàng của làng.
Hiện nay, tại Thư viện Quốc gia Việt Nam đang lưu 1 bản "Đông Hải Đại vương sự tích" kể về sự tích của ông.